# ホセ・キャリオカ
ホセ・キャリオカ（José "Zé" Carioca）は、ブラジルの漫画家ジョゼ・カルロス・デ・ブリト（J. カルロス）が生み出した擬人化されたオウムのキャラクター。1941年、ウォルト・ディズニーがリオデジャネイロを訪れた際にアイデアが提示され、ディズニー社によって採用された。1942年の映画『ラテン・アメリカの旅』でドナルドダックの友人として登場し、『タイム』では「洗練されたブラジルのオウムで、ミッキーマウスに対するドナルドダック以上にドナルドよりも優れている」と評された。ポルトガル語を話すキャラクターである。
1944年の映画『三人の騎士』では、ドナルドダックおよびメキシコ出身の雄鶏パンチート・ピストルズとともに再登場した。ホセはブラジル・リオデジャネイロ出身であり、名前の「キャリオカ」はリオ生まれの人を指す言葉に由来する。

## 概要
リオ・デ・ジャネイロ出身であり、ポルトガル語では「ジョゼ・カリオカ」と呼称される。
『ラテン・アメリカの旅』や『三人の騎士』ではドナルドダックにサンバやバイーアなど、母国ブラジルの名物名所を紹介する。
ブラジルでは地元キャラクターとして定着しており、『ゼ・カリオカ (Zé Carioca)』という題名で、彼を主人公とした漫画が連載されている。また、ブラジル各地方をモチーフにした7人のいとこがいるという設定がある。
陽気な洒落者としての登場が多く、ドナルドダックとの初対面時に名刺を差し出したり、たくさんの女の子に囲まれたり、『ハウス・オブ・マウス』ではミニーマウスに請われてグーフィーにテーブルマナーを仕込むなどした。その後もミッキー達との共演が増えるようになった。
パンチートと共にいることが多い。
一人称は映画シリーズや『ダックテイルズ』では「僕」だが、それ以外のテレビシリーズでは「俺」と呼んでいる。
『三人の騎士の伝説』ではお喋りで見栄っ張りなお調子者として描かれ、あまり詳しくない外国語を適当に翻訳して事態を悪化させる事があり、また、お人好しで毎回詐欺に遭っており、よく無一文になる。

## 登場

### アニメーション
『ラテン・アメリカの旅』と『三人の騎士』のほかに、ホセは1948年のオムニバス映画『メロディ・タイム』の「サンバは楽し」のセグメントで、ドナルドダックやアラクアン・バードと共演した。
1960年には、アンソロジーテレビシリーズ『ウォルト・ディズニー・プレゼンツ』の「二人の陽気な仲間」セグメントに登場。その後、ディズニー・チャンネルのシリーズ『ミッキーマウス・ワークス』や『ハウス・オブ・マウス』、さらに『ミッキーマウスとロードレーザーズの「ミッキーのさいこうのいちにち」「スーパーチャージ:ゴールをきめろ！」「『ミッキーマウス ファンハウス』の「死者の日」エピソードでパンチートと共演している。また、1988年の映画『ロジャー・ラビット』には短いカメオ出演を果たした。
短編アニメ『O Futebol Clássico』では、ブラジルのサッカー試合の実況アナウンサーとして登場。また、「¡Feliz Cumpleaños!」ではミッキーの誕生日でパフォーマーとして、「Carnaval」ではカーニバルのパレードに出演している。
ホセは『三人の騎士の伝説』でパンチート・ピストルズやドナルドダックとともに主演を務めた。この作品はディズニーのアプリ「Disney Life」で配信された。なお、このシリーズではホセの葉巻が削除されており、エリック・バウザが声を担当している。
2017年の『ダックテイルズ』リブート版では、ホセはパンチートと共に再登場し、彼らが大学時代にドナルドとバンドを組んでいたことが明かされた。このエピソードでは、ホセが客室乗務員として働いていることや、傘を武器として使うことが描かれている。声優はベルナルド・デ・ポーラが務めた。
2023年の短編映画『ワンス・アポン・ア・スタジオ -100年の思い出-』では、ウォルト・ディズニー・アニメーション・スタジオのキャラクターたちと集合写真に参加する形でカメオ出演している。

#### 作品一覧
- ラテン・アメリカの旅（1943年）
- 三人の騎士（1944年）
- メロディ・タイム（1948年）
- ロジャー・ラビット（1988年）※カメオ出演
- 素敵なディナー（原題:Mickey Tries To Cook）ミッキーマウス・ワークスより（1999年)
- ハウス・オブ・マウス（2001年）
- ミッキーマウス! (テレビアニメ) 第22話「サッカー観戦」（2014年）/ 第44話「大荒れの誕生日」（2015年）
- ミッキーマウスとロードレーサーズ　第5話 （2017年）/ 第38話（2018年）
- 三人の騎士の伝説
- ダックテイルズ

### コミック
1940年代初頭、日曜限定で掲載された『シリー・シンフォニー』の新聞連載漫画にホセ・キャリオカが登場した。このシリーズは1942年10月11日から1944年10月1日まで続き、その後パンチートを主人公とする漫画が1年間連載された。
ホセはブラジルで非常に人気があり、現地の『ディズニーコミック』ではミッキーマウスやドナルドダックと共演している。ブラジルでは「ゼー・キャリオカ」（「ゼー」はポルトガル語で「ジョゼ」の愛称）として知られている。1961年から2018年にかけて、ホセを主人公とするブラジル独自の漫画が発行され、ホセは友人たちと生活している設定となっている。友人には擬人化されたカラスのネストール、アヒルのアフォンジーニョ、イヌのペドラオンが登場し、その他にも甥のジーコとゼーカ（どちらもオウム）、恋人のマリア・ヴァス（ポルトガル語名はロジーニャ・ヴァス、擬人化されたオウム）、マリアの父親で裕福な実業家ロシャ・ヴァス（擬人化されたオオハシ）、そして恋敵のゼー・ガロ（擬人化された雄鶏）がいる。現地での制作は2001年に一度終了したが、2012年に再開された。ホセには現在、オールド・トムというペットのワニがいる。このキャラクターは1960年代のスタジオプログラムで制作されたドナルドダックのストーリーから登場したキャラクターである。2020年9月からは、Culturama社が発行するコミック『Aventuras Disney』で新たなホセの物語が掲載されている。
オランダでは「ジョー・キャリオカ」という名前で登場し、短編漫画がドナルドダック誌に時折掲載されている。これらの物語では、ホセが女の子を喜ばせるために偽の身分を名乗ったり、高級レストランで無料の食事を得ようとするが、失敗してトラブルに巻き込まれる様子が描かれている。
ドイツのコミック『Micky Maus』や『Lustiges Taschenbuch』には非常に稀に登場し、1980年の初登場以降、約10回しか登場していない。
ブラジルのコミックでは、ホセは地域のサッカーチームのメンバーであり、サンバ学校を運営している。また、秘密のアイデンティティとして「モルセゴ・ヴェルジ（緑のコウモリ）」というスーパーヒーローに変身するが、近所の人々には簡単に正体がばれてしまう。
近年では、アメリカの漫画家ドン・ローザによる『The Three Caballeros Ride Again』（2000年）と『The Magnificent Seven (Minus 4) Caballeros』（2005年）という2つの作品で、パンチートやドナルドと共に活躍している。第二次世界大戦中にブラジルを題材としたキャラクターを創作した背景には、アメリカ政府が「善隣政策」の一環として、近隣諸国との関係改善と支持獲得を目指していたことがある。
2023年、オランダの物語でホセの新しい恋人パルキータが登場した。

### ディズニーパーク
2007年4月、エプコットのメキシコ館に新たに改装されたアトラクション「グラン・フィエスタ・ツアー」で、ホセ・キャリオカとパンチートが再登場した。このアトラクションでは新しいアニメーションとストーリーが導入されている。再会した三人の騎士はメキシコシティでのショーを予定しているが、ドナルドが行方不明になる。ホセとパンチートは、ドナルドを探してメキシコ各地を巡りながら、ドナルドが観光を楽しむ様子が描かれる。キャラクターの声はこれまでロブ・ポールセンが担当していたが、2020年6月、ポールセンは白人俳優として有色人種のキャラクターを演じることを辞退すると発表した。そのため、ホセ役から降板した。
ホセはまた、2008年4月28日にオープンした香港ディズニーランド版「イッツ・ア・スモールワールド」に登場するほか、2008年1月から11月の改修期間中にカリフォルニアのディズニーランド版「イッツ・ア・スモールワールド」にも追加された。また、2017年3月から2018年4月にかけて改修された東京ディズニーランド版「イッツ・ア・スモールワールド」にも登場している。
ディズニーランド・リゾートでは、ホセとパンチートのコスチュームは2011年までに姿を消したが、同年5月に「ミッキーのサウンドセーショナル・パレード」で再デザインされて復活した。このパレードでは、ドナルドダックとダンサーたちがピニャータを叩くフロートと共に登場する。また、ウォルト・ディズニー・ワールドのマジック・キングダムで2014年に始まった「ムーブ・イット！シェイク・イット！マウスケダンス・ストリートパーティ」でも定期的に出演しており、2020年まで続いている。

### テレビ番組
1996年、ブラジルでホセ・キャリオカは子供向け番組『TVコロッソ』内で放送されたトークショー『ディズニークラブ』の司会を務めた。この番組は日曜日にTVグローボで放送され、キャラクターのパペット操作は声優マルコ・アントニオ・コスタが担当した。

### ビデオゲーム
2002年、ホセ・キャリオカはコナミが制作した『ディズニースポーツ』シリーズのゲームに登場した。このシリーズは任天堂のゲームキューブおよびゲームボーイアドバンス向けに発売され、ホセはヒューイ・デューイ・ルーイと共に「タイニーロケッツ」チームの一員として登場する。ゲームタイトルには『ディズニースポーツ サッカー（サッカー）』『ディズニースポーツ バスケットボール（バスケットボール）』『ディズニースポーツ フットボール（アメリカンフットボール）』が含まれる。

## 声優
| 作品                           | 声優                                                                                          |
| ------------------------------ | --------------------------------------------------------------------------------------------- |
| ラテン・アメリカの旅（1943年） | ホセ・オリビエラ／中尾隆聖（台詞、歌）                                                        |
| 三人の騎士（1944年）           | ホセ・オリビエラ／旧吹き替え:遠藤征慈/新吹き替え:中尾隆聖（台詞、歌）、藤島新（歌。一部のみ） |
| ハウス・オブ・マウス（2001年） | ロブ・ポールセン／中尾隆聖（台詞、歌）                                                        |
| 三人の騎士の伝説（2018年）     | エリック・バウザ／中尾隆聖                                                                    |